# NGC 3690B
NGC 3690B (другие обозначения — UGC 6472, IRAS11257+5850, MCG 10-17-3, ZWG 291.73, KCPG 288B, VV 118, ARP 299, PGC 35321) — галактика в созвездии Большая Медведица. ARP 299 – система взаимодействующих (сталкивающихся или сливающихся) галактик NGC 3690A, NGC 3690B и IC 694. Всего в нескольких минутах дуги в сторону от Arp 299 находится другая пара сталкивающихся галактик Arp 296.
Этот объект входит в число перечисленных в оригинальной редакции «Нового общего каталога».
В галактике вспыхнула сверхновая SN 2010O типа Ib, её пиковая видимая звездная величина составила 15,6.
В галактике вспыхнула сверхновая SN 1993G типа II, её пиковая видимая звездная величина составила 16,6.
В галактике вспыхнула сверхновая SN 1999D типа II, её пиковая видимая звездная величина составила 15,6.
В галактике вспыхнула сверхновая SN 1998T типа Ib, её пиковая видимая звездная величина составила 15,4.
В галактике вспыхнула сверхновая SN 1992bu, её пиковая видимая звездная величина составила 16,6.